# Neurellipes pluricauda
Neurellipes pluricauda är en fjärilsart som beskrevs av Ungemach 1932. Neurellipes pluricauda ingår i släktet Neurellipes och familjen juvelvingar. Inga underarter finns listade i Catalogue of Life.